# Tratado de Safar
O Tratado de Safar colocou um fim formal prolongado colapso da dinastia hamadânida. Foi assinado no começo de 970 entre o estratopedarca Pedro e o antigo ministro hamadânida e rebelde, Carcuia. Após a morte de Ceife Adaulá em 967, rebeliões envolveram os hamadânidas e a dinastia rapidamente desintegrou no caos e desordem. Os bizantina viram isso como uma oportunidade para finalmente tomar controle de Alepo e trazer estabilidade à região. Pedro logo aproximou-se de Alepo, provavelmente sem ordens de Constantinopla, e tomou a cidade em janeiro de 970.

## Tratado e rescaldo
O tratado foi assinado no começo de 970 entre Pedro e Carcuia. Ele estabeleceu um novo e independente Emirado de Alepo como tributário bizantino. Como parte dos termos do tratado, uma aliança defensiva foi estabelecida entre o Império Bizantino e Alepo; convertidos religiosos não seriam perseguidos em nenhum dos lados; os exércitos muçulmanos não podiam passar através de Alepo; os tributos seriam enviados a Constantinopla; e o imperador nomearia os futuros emires. O tratado teve influência duradoura por um período de tempo relativamente longo. Ele foi geralmente respeitado, e deu estabilidade a região. Com o controle direto de Alepo agora assegurado, os bizantinos também diretamente beneficiaram-se do novo influxo do comércio na região. A defesa de Antioquia foi também consideravelmente reforçada.[carece de fontes?]